# Neocapitalismo
El neocapitalismo es una ideología económica que combina algunos elementos del capitalismo con otros sistemas posteriores a la concepción del propio capitalismo. Esta forma de capitalismo nació durante el auge del capitalismo preguerra respecto a la Segunda Guerra Mundial .[cita requerida] Es una ideología socioeconómica que surgió en la segunda mitad del siglo XX y en la que se profundiza la doctrina capitalista, basándose en la revolución tecnológica y en la internacionalización de los mercados.
Es un término utilizado para designar una nueva forma de capitalismo que se caracteriza por corregir sus excesos mediante la aplicación de medidas que velan por el bienestar social.
Los aspectos importantes incluyen una mayor libertad económica respecto a otras ideologías, vinculando la propiedad privada de las industrias y empresas, moderada con una planificación económica centralizada, que puede, en algunos casos, incluir que el Estado sea propietario de algunos medios de producción.
Intenta mantener un equilibrio entre el crecimiento económico, una menor inflación, bajos niveles de desempleo, buenas condiciones de trabajo, asistencia social y buenos servicios públicos, a través de la intervención del Estado en la economía .
En la práctica, surge en las empresas tecnológicas reconstruidas en la posguerra.
Uno de sus representantes es el economista keynesiano Paul Samuelson .